# Westfrankenbahn

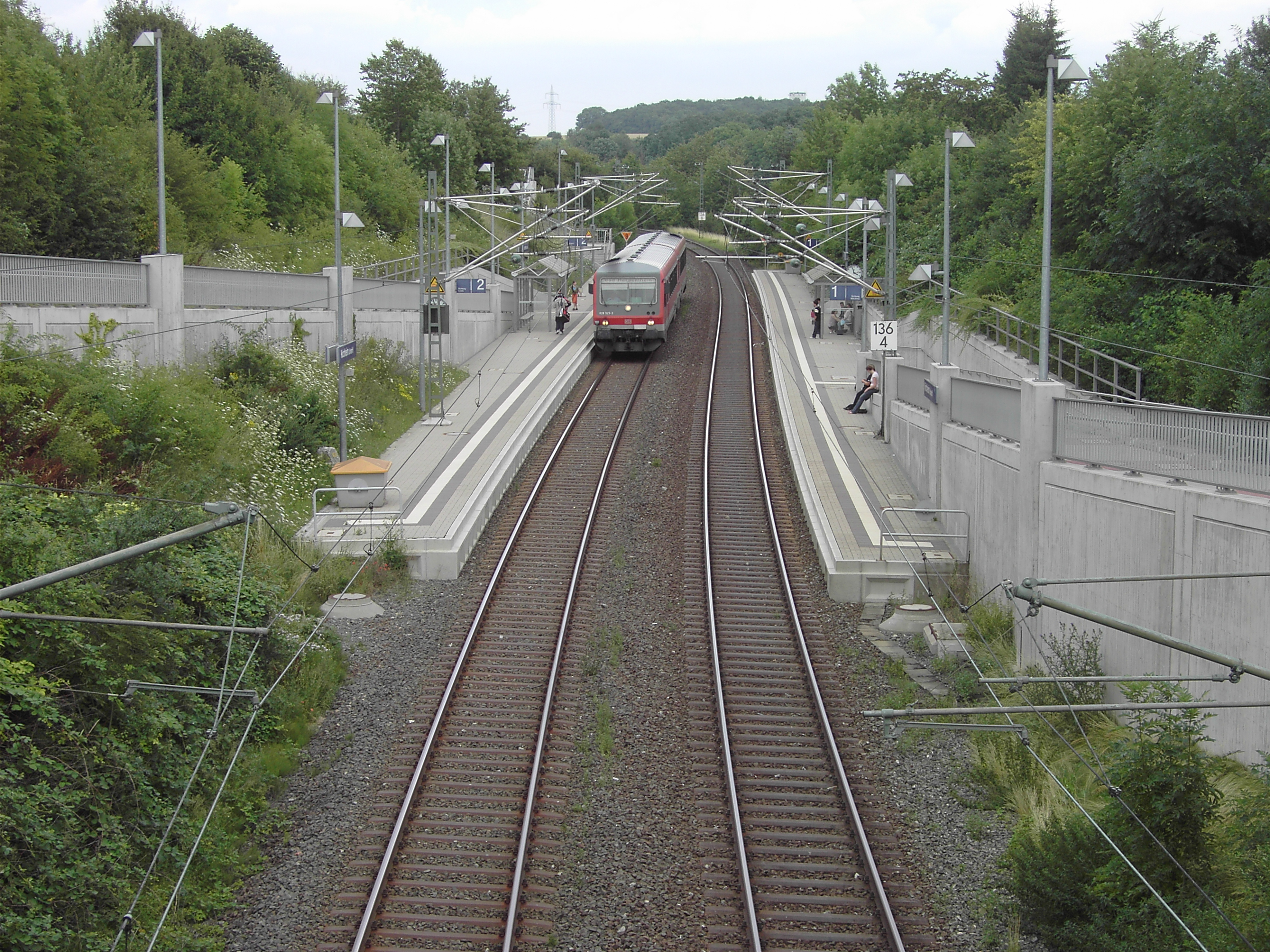
Triebwagen der Baureihe 628 als RegionalBahn von Würzburg nach Crailsheim in Kirchheim (Unterfr)

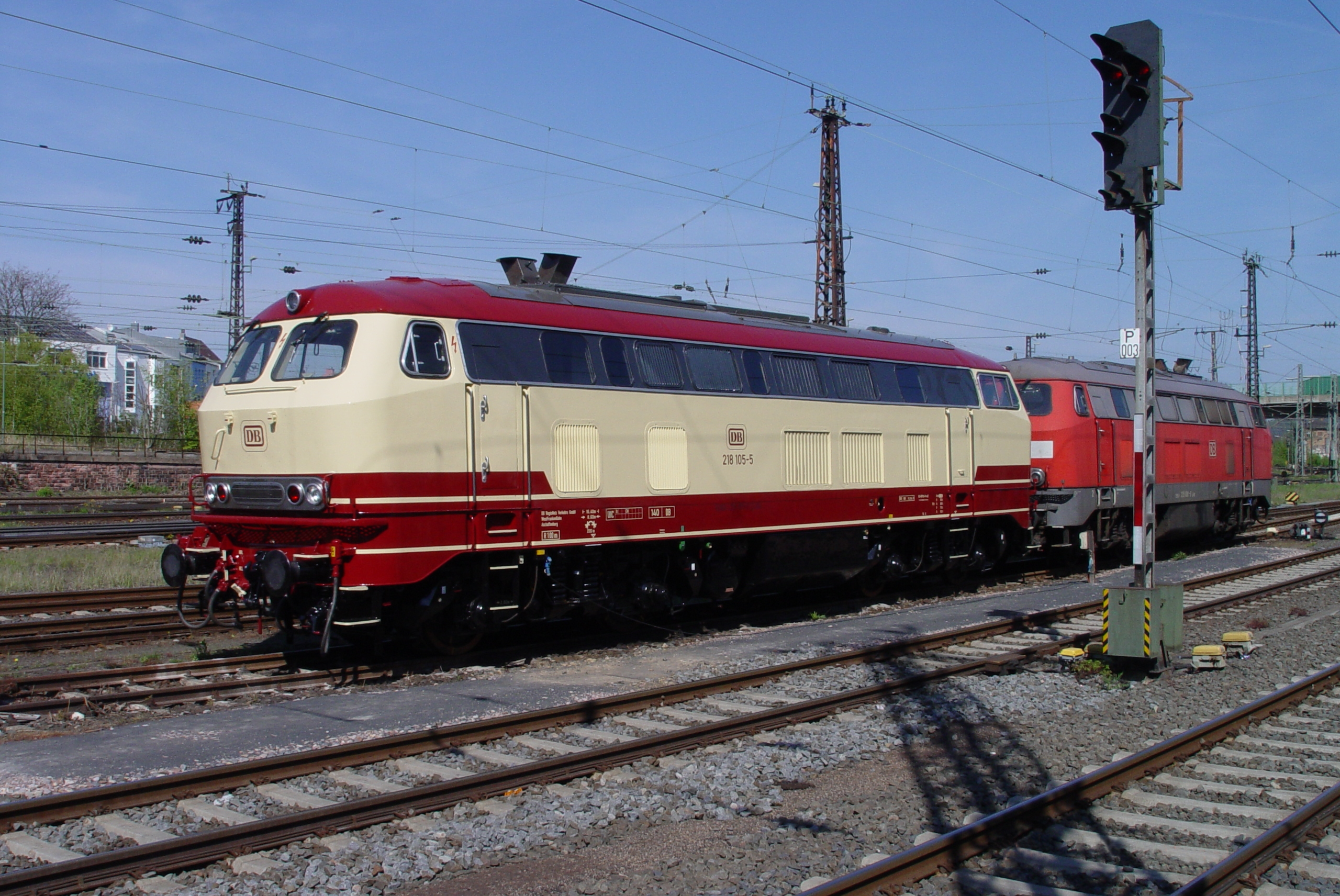
Lokomotive 218 105-5 der Westfrankenbahn in Aschaffenburg

Die Westfrankenbahn, kurz WFB, früher auch WestFrankenBahn geschrieben, ist ein am 1. Januar 2006 gegründetes RegioNetz der Deutschen Bahn, bei dem die Bereiche Infrastruktur, Stationen, Betrieb, Service und Verkauf unter einem Dach zusammengefasst sind.

## Geschichte
Das Unternehmen pachtete die Bahnstrecke Aschaffenburg–Miltenberg zwischen Aschaffenburg Süd und Miltenberg, die Bahnstrecke Miltenberg West–Wertheim, die Bahnstrecke Lauda–Wertheim, die Bahnstrecke Crailsheim–Königshofen und die Bahnstrecke Seckach–Miltenberg. Darüber hinaus fährt die Westfrankenbahn Reisezüge auf den Strecken Crailsheim–Heilbronn und Heilbronn–Lauda-Königshofen. Seit dem 13. Dezember 2015 gehört die Bahnstrecke Kahl–Schöllkrippen dazu. Während auf dem Abschnitt Würzburg–Lauda seit Dezember 2018 keine Leistungen mehr erbracht werden, verkehren seitdem einzelne Züge zwischen Lauda und Osterburken, sowie bis Dezember 2019 weiter bis Heilbronn. Die gesamte Länge der von der Westfrankenbahn befahrenen Strecke im Reiseverkehr beträgt 401 Kilometer, davon 204 Kilometer auf eigener Infrastruktur. Jährlich wird eine Verkehrsleistung von 3,6 Millionen Zugkilometern erbracht.
Im Jahr 2006 stellt die Westfrankenbahn sicher, dass auf ihren Strecken künftig wieder Güterverkehr möglich ist. 2016 wurde Güterverkehr nur auf den nördlichen Strecken betrieben. Der Hafen in Wertheim wird regelmäßig bedient. Güterzüge verkehren auch nach Obernburg-Elsenfeld, Miltenberg, Kleinheubach und Gamburg. Züge mit Lademaßüberschreitung verkehrten durch das Main- und Taubertal, um bis 2017 den Schwarzkopftunnel zu umgehen. Die Awanst Tauberbischofsheim Nord wird von der Carl-Schurz-Kaserne in Hardheim für Militärtransporte genutzt.
Der Sitz der Profitcenterleitung befindet sich in der Elisenstraße 30 im historischen Ämtergebäude der Bahn am Aschaffenburger Hauptbahnhof. Von dort aus wird der Personenverkehr auf den oben genannten Strecken betrieben. Die Fahrzeuge werden in der Werkstatt der Kahlgrund-Verkehrsgesellschaft mbH in Schöllkrippen gewartet, die von der Westfrankenbahn angemietet wurde.
Die Gesellschaft will von 2006 bis 2025 rund 134 Millionen Euro in die Verbesserung der Schieneninfrastruktur investieren, außerdem wurden ab 2008 neue Triebwagen beschafft. Die WFB betätigt sich zudem im Güterverkehr, beispielsweise zum Hafen Aschaffenburg.
2010 wurde in Miltenberg die Bedienzentrale für ein neues elektronisches Stellwerk (ESTW) eingeweiht. Von dort aus werden sämtliche Bahnhöfe zwischen Tauberbischofsheim und Klingenberg bedient.
Seit 2019 baut die Westfrankenbahn die noch größtenteils mechanische Stellwerkstechnik entlang des südlichen Abschnitts der Taubertalbahn zwischen Bad Mergentheim und Satteldorf sukzessive auf moderne ESTW-Technik um. Die Bedienzentrale befindet sich im Bahnhof Niederstetten, der noch mit einem Spurplandrucktastenstellwerk bedient wird. Im November 2019 wurde der Bahnhof Schrozberg als erster modernisierter Bahnhof eröffnet, 2023 folgte Weikersheim. Bis Ende 2024 wurde Rot am See wieder zum vollwertigen Bahnhof ausgebaut, nachdem das Stellwerk jahrelang durchgeschaltet war. Der Bahnhof Blaufelden wurde etwa zur gleichen Zeit zum Haltepunkt umgebaut, das dortige Stellwerk stillgelegt und sämtliche Signale abgebaut. Es ist geplant, Blaufelden später wieder zum Bahnhof umzubauen. Seit 2025 wird als letzter noch personenbedienter Bahnhof im südlichen Abschnitt der Bahnhof Markelsheim modernisiert, wofür der Zugbetrieb auf dem gesamten Abschnitt zwischen Bad Mergentheim und Weikersheim weitgehend bis mindestens Mitte Dezember 2025 durch Busersatz organisiert wird. Die wenigen verbliebenen unsanierten Bahnhöfe und Haltepunkte sollen bis spätestens 2028 umgebaut worden sein.
Die Westfrankenbahn entwickelte für ihre Stationen eine dreizeilige Version der Dynamischen Schriftanzeiger, auf dem die nächsten Zugabfahrten angezeigt werden.

## Linien
| Linie      | Linienweg                                                                                             | KBS      | Takt (in min) (Stand 2023)                                                                            |
| ---------- | --- | -------- | --- |
| RE 80      | Heilbronn Hbf – Öhringen Hbf – Schwäbisch Hall-Hessental – Crailsheim                                 | 783, 785 | 120 (mit RB 83 Stundentakt Schwäbisch Hall-Hessental – Heilbronn Hbf)                                 |
| RB 83      | Schwäbisch Hall-Hessental – Öhringen Hbf – Heilbronn Hbf                                              | 783      | 120 (zusammen mit RE 80 Stundentakt Schwäbisch Hall-Hessental – Heilbronn Hbf)                        |
| RB 84      | Miltenberg – Walldürn – Seckach (– Osterburken)                                                       | 784      | 60–120                                                                                                |
| RB 85      | Osterburken – Lauda – Würzburg Hbf                                                                    | 780      | 60 (zusammen mit DB Regio Bayern, nur einzelne Züge durch die WFB betrieben)                          |
| RE 87      | Crailsheim – Bad Mergentheim – Lauda – Tauberbischofsheim – Wertheim – Miltenberg – Aschaffenburg Hbf | 781, 782 | 120 60 (Mo–Fr Wertheim–Aschaffenburg) (zusammen mit RB 88 (BW) Stundentakt Wertheim–Lauda–Crailsheim) |
| RB 88 (BW) | Crailsheim – Bad Mergentheim – Lauda – Tauberbischofsheim – Wertheim                                  | 782      | 120 (zusammen mit RE 87 Stundentakt)                                                                  |
| RB 88 (BY) | Miltenberg – Aschaffenburg Hbf                                                                        | 781      | 60 |

## Fahrzeuge
Ursprünglich standen der Westfrankenbahn 32 Dieseltriebwagen der Baureihe 628, 10 Dieseltriebwagen der Baureihe 642 und die Diesellokomotive 218 105 zur Verfügung. Seit 2016 ersetzt 218 460 die inzwischen an die NeSA verkaufte 218 105-5. Im Dezember 2018 übernahm die Gesellschaft weitere Triebwagen der Baureihe 642 von DB Regio, die modernisiert wurden und bis Dezember 2019 die letzten Einheiten der Baureihe 628 ablösten. Heute werden von der WFB 44 Triebwagen der Baureihe 642 eingesetzt. Am 1. Dezember 2019 fand bei der Westfrankenbahn die Abschiedsfahrt für die Baureihe 628 statt, wobei die verbliebenen Fahrzeuge noch bis 13. Dezember weiter im Regelverkehr eingesetzt wurden. Einige der Triebzüge der Baureihe 628.2 wurden Mitte des Jahres 2019 an Arriva in Tschechien abgegeben, die Triebzüge der Baureihe 628.4 wurden nach dem Fahrplanwechsel zu einem Großteil zur Südostbayernbahn nach Mühldorf und zur RAB nach Ulm abgegeben. Die beiden jeweils aus zwei 628-Motorwagen gebildeten, mintgrünen Triebwagen „Anna“ und „Maria“ werden nach mehrmonatiger Abstellung im Bahnhof Amorbach wieder bei der RAB im Regelbetrieb eingesetzt.

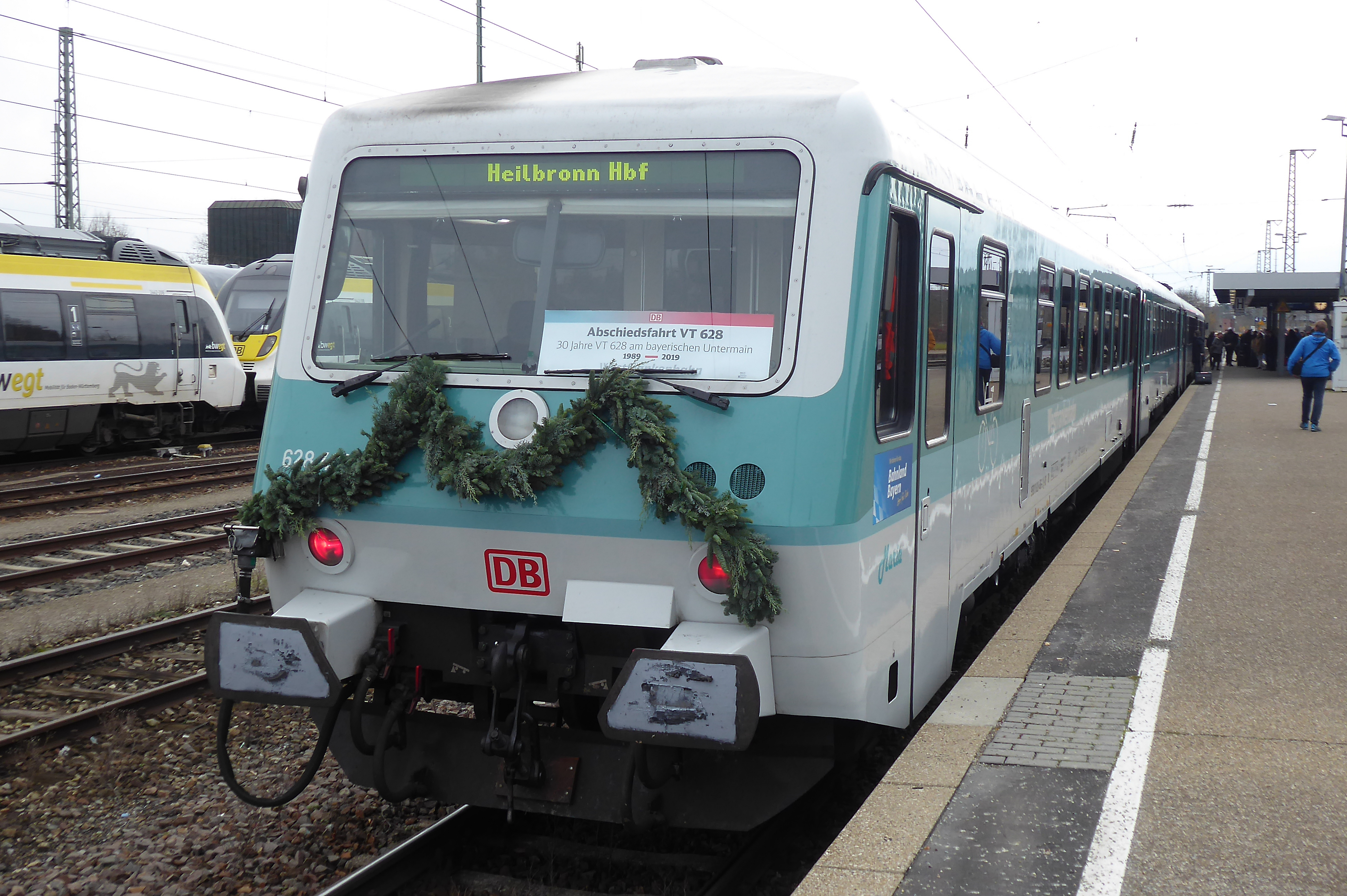
Abschiedsfahrt der Baureihe 628 am 1. Dezember 2019
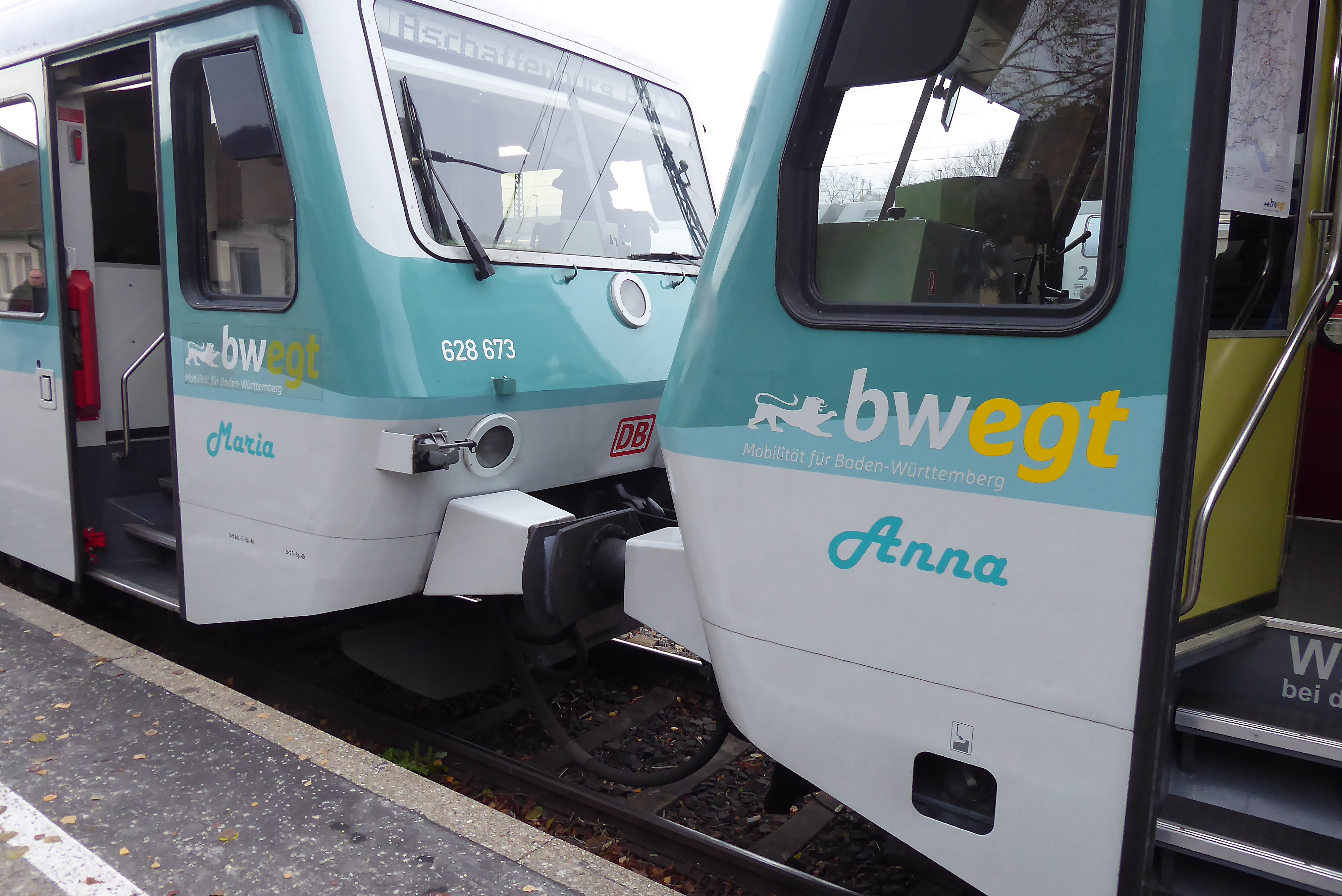
Abschiedsfahrt der Baureihe 628 am 1. Dezember 2019 (Anna und Maria)
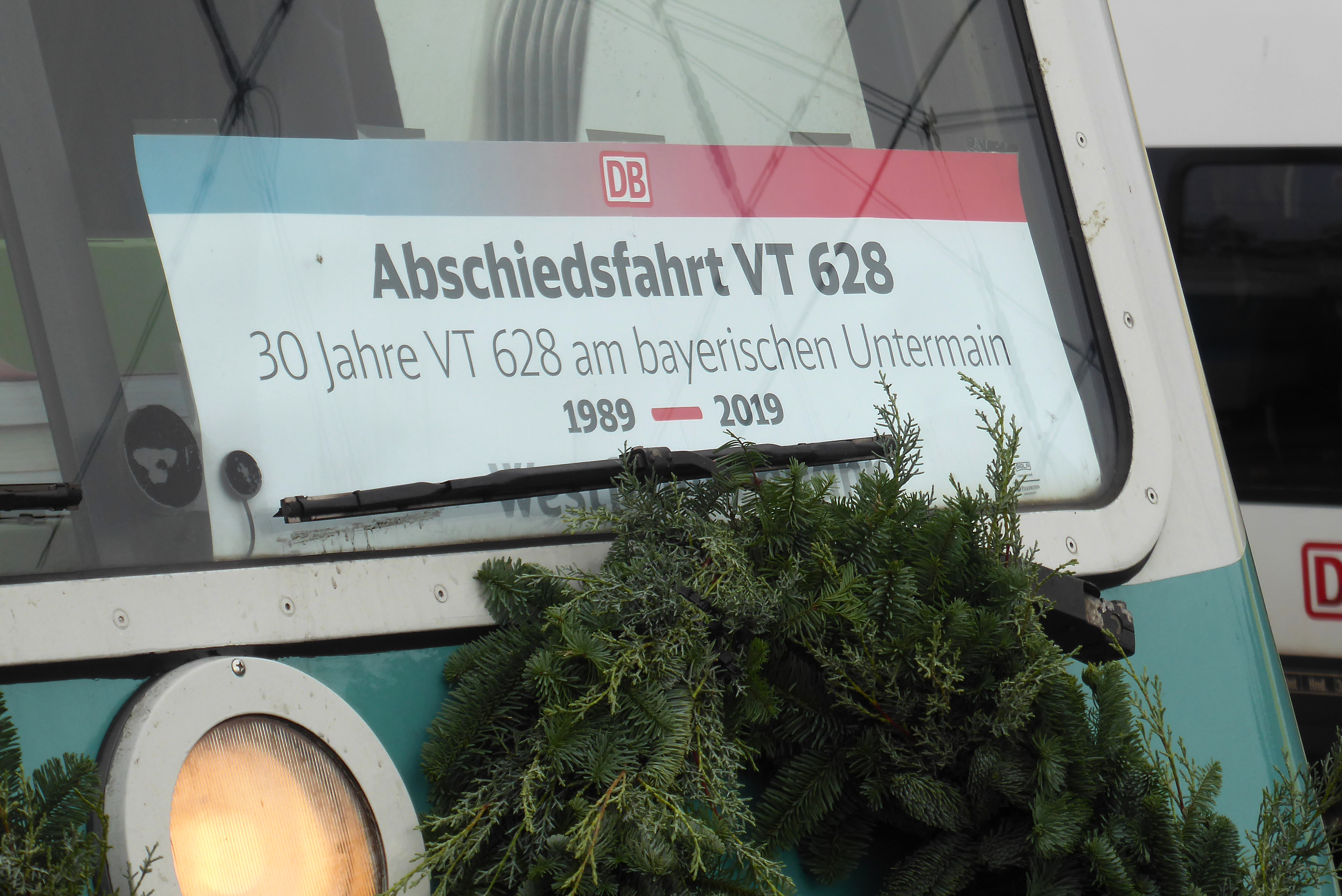
Abschiedsfahrt der Baureihe 628 am 1. Dezember 2019 (30 Jahre VT628)

## Fahrgastbeirat der Westfrankenbahn
Ein Fahrgastbeirat wurde im April 2016 gegründet. Er sollte die Westfrankenbahn dabei unterstützen, den Betriebsablauf und den Service zu verbessern. Die ehrenamtlichen Mitglieder waren Kunden der Westfrankenbahn, beispielsweise Pendler, Gelegenheitsfahrer und Rentner. Der Beirat traf sich dreimal jährlich, um über neue Projekte oder Betriebsstörungen zu informieren und beraten. Vertreter des Beirats nahmen auch an öffentlichen Veranstaltungen der Westfrankenbahn teil.
Anfang 2024 löste die Westfrankenbahn den Fahrgastbeirat auf. Als Gründe wurde das zu weit verzweigte Netz angegeben, das keines der ehrenamtlichen Mitglieder des Beirats überblicken  könne; zudem sei eine Betreuung des Beirats aufgrund einer zu dünnen Personaldecke nicht mehr möglich.

## Kritik
Seit Ende 2018 kam es aufgrund von Personalmangel zu vielen Zugausfällen und Verspätungen auf der Tauberbahn. Anfang Dezember 2021 kündigte die Westfrankenbahn für die Tauberbahn, die Hohenlohebahn und die Madonnenlandbahn ein „vorübergehend leicht reduziertes Angebot“ für wenige Tage an. Als Folge entfiel etwa ein Fünftel der Verbindungen zwischen Wertheim und Crailsheim ersatzlos. Das Verkehrsministerium Stuttgart hatte „aufgrund der unbefriedigenden Lage (...) einen Maßnahmenplan der Geschäftsleitung zur Verbesserung gefordert“, worauf die Westfrankenbahn im Frühjahr 2023 mit einem Konzept reagierte, demzufolge ab Mai, später dann ab dem Fahrplanwechsel im Dezember desselben Jahres Besserung eintreten solle. Die Initiative Pro Tauberbahn kritisierte generell die schlechte Zugverbindung zwischen Crailsheim und Miltenberg. Verkehrsminister Winfried Hermann äußerte 2022 zur Situation: „Was die Westfrankenbahn liefert, ist unterirdisch und nicht akzeptabel.“ Auch der Landrat des Main-Tauber-Kreises, Christoph Schauder, äußerte sich 2023 ähnlich: „Es ist inakzeptabel, was die Westfrankenbahn abliefert.“
Mitte November 2023 kündigte die Westfrankenbahn für die Tauberbahn, die Maintalbahn und die Madonnenlandbahn erneut ein „vorübergehend leicht reduziertes Zugangebot“ bis 22. Dezember an, bei dem für die ausfallenden Züge Ersatzbusse bereitgestellt werden. Im südlichen Streckenabschnitt fand Ende 2023 an Wochenenden kein geregelter Verkehr mehr statt. Die Einschränkungen im Fahrplan bestehen im Bereich von Kahlgrund-, Madonnenland- und Tauberbahn auch 2024 weiter, Ersatzfahrpläne mit eingeschränktem Angebot waren zunächst bis 24. Juli 2024 gültig, wurden aber zunächst bis Oktober (Tauberbahn) bzw. Dezember 2024 (Aschaffenburg–Kleinwallstadt) verlängert; die spätnachmittäglichen Verbindungen von Lauda Richtung Süden werden bis 16. Februar 2025 durch Busse ersetzt.
Aufgrund von Engpässen beim Fahrpersonal, aber auch in Stellwerken, kommt es auch im Bereich der Maintalbahn 2024 immer wieder zu Ausfällen bzw. Fahrplaneinschränkungen, sodass der  Busersatzverkehr zwischen Aschaffenburg und Kleinwallstadt bis 3. Januar 2025 verlängert wurde. Auf der Madonnenlandbahn setzen sich geplante Busersatzverkehre einzelner Verbindungen sogar bis mindestens Juni 2025 fort.
Die Initiative „Pro Tauberbahn“ bemängelte im Juni 2024, dass weder das Maßnahmenpaket, das im Februar 2023 mit dem Land Baden-Württemberg vereinbart worden war, noch die im Januar 2024 vereinbarte „Zukunftskommission Westfrankenbahn“ Verbesserungen bewirkt hätten. Letztere sei im Juni desselben Jahres noch nicht einmal eingesetzt worden. Das Verkehrsministerium Baden-Württemberg kritisierte im Juni 2024, dass die Westfrankenbahn aktuell ihrer Kernaufgabe nicht gerecht werde, ein verlässliches Verkehrsangebot bereitzustellen.